# Carnaval no Equador

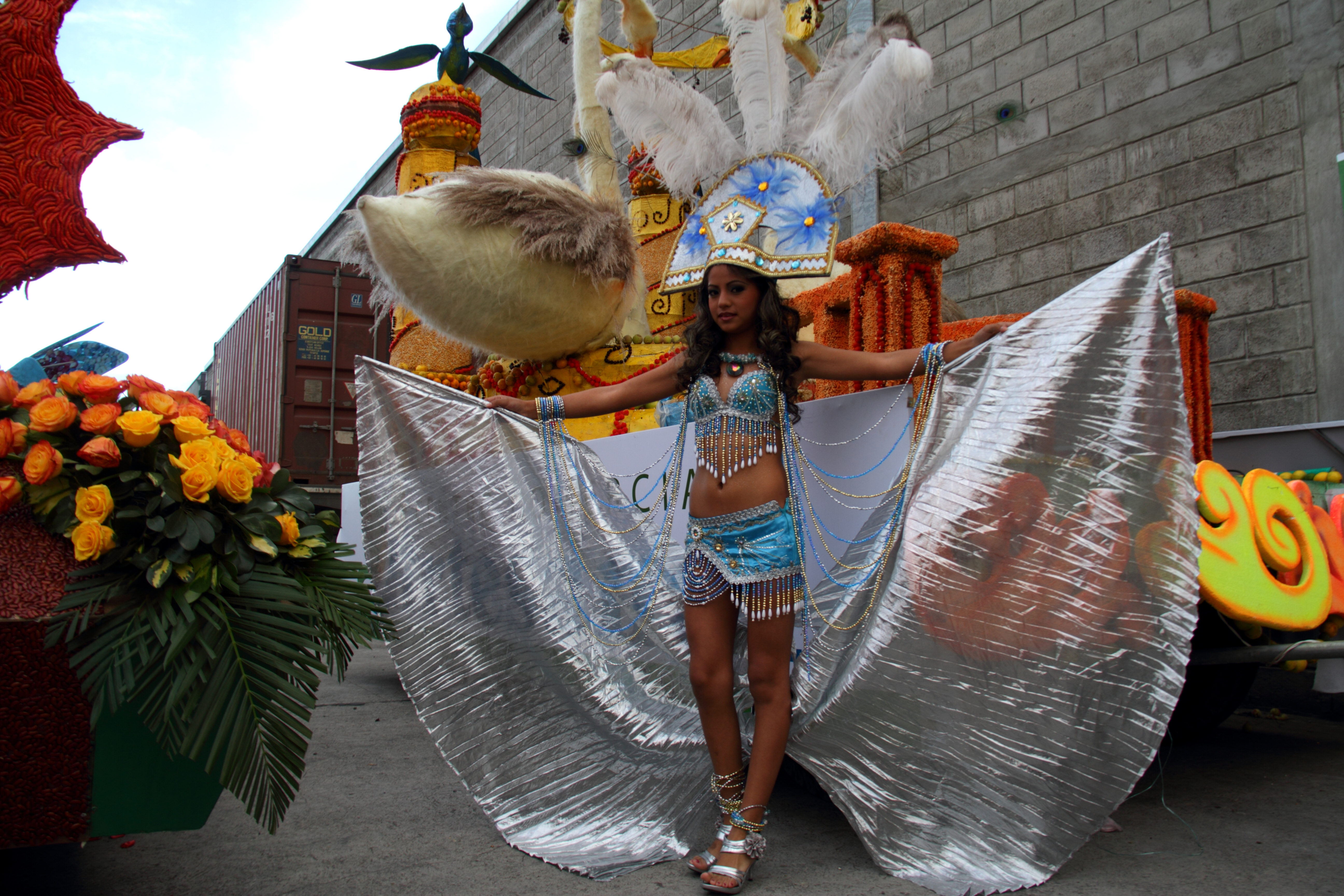
Carnaval em Ambato, no Equador.

O Carnaval no Equador é associado a festividades pré-colombianas dos povos indígenas locais que comemoravam a chegada da segunda lua jogando farinha, flores e água perfumada uns nos outros.
Devido a isso, ainda hoje, uma característica comum desse carnaval é a prática, especialmente por parte de crianças e adolescentes, de, na praia, atirar balões de água, às vezes até farinha, em outras pessoas.
A festividade dura duas semanas e envolve também cortejo com foliões fantasiados, geralmente de flores e frutas. Em Ambato, há a Fiesta de la Fruta y de las Flores, transferida do período de agosto para o período carnavalesco a partir de 1951.
- Commons